# Linton (Nouvelle-Zélande)
Pour les articles homonymes, voir Linton.

Linton est une banlieue de la ville de Palmerston North, située à 11 km au sud-ouest de la cité, dans l’Île du Sud de la Nouvelle-Zélande.

## Installations
Elle est le siège du camp militaire de Linton (en), qui est le plus important camp de l’armée en Nouvelle-Zélande.
Il fut construit en 1945 à 3,5 kilomètres au sud-est de la ville de Palmerston North. 
Il est devenu la deuxième plus importante base du pays en 1985, quand les forces permanentes stationnées à Singapour y ont été relocalisées.
Plusieurs unités ont aussi été transférées d’Auckland et de Waiouru.
La prison de Manawatu (en) est située à Linton.

## Démographie
Linton fait partie de la zone statistique  dite de « Pihauatua », qui couvre  394,74 km2.
Elle a une population de 1 227 résidents selon le recensement néo-zélandais de 2018, en augmentation de 42 habitants (3,5 %) depuis le recensement de 2013, et une augmentation de 138 personnes (12,7 %) depuis le recensement de la population en Nouvelle-Zélande de 2006 .
Il y avait 414 logements.
On comptait 648 hommes et 582 femmes donnant ainsi un sexe-ratio de 1,11 homme pour une femme. 
L’âge médian était de 39,2 ans (comparé avec les 37,4 ans au niveau national), avec 261 personnes (21,3 %) âgées de moins de 15 ans, 225 (18,3 %) âgées de 15 à 29, 603 personnes (49,1 %) âgées de 30 à 64, et 141 personnes (11,5 %) âgées de 65 ans ou plus.
L’ethnicité était pour 88,5 % européens/Pākehā, 11,5 % Māori, 1,7 % personne originaire du Pacifique, 4,6 % Asiatiques et 3,7 % d’une autre ethnicité (le total pouvant faire plus de 100 % dans la mesure où une personne peut s’identifier de multiples ethnicités).
La proportion de personnes nées outre-mer était de 18,6 %, comparée avec les 27,1 % au niveau national.
Bien que certaines personnes refusent de donner leur religion, 55,3 % n’avaient aucune religion, 34,2 % étaient chrétiens, 0,5 % étaient hindouistes, 0,5 % étaient musulmans, 0,7 % étaient bouddhistes et 1,2 avaient une autre religion.
Parmi ceux d’au moins 15 ans d’âge, 297 personnes (30,7 %) avaient un niveau de licence ou un degré supérieur et 105 personnes (10,9 %) n’avaient aucune qualification formelle. 
Le revenu médian était de 44 000 $, comparé avec les 31 800 $ au niveau  national. 
Le statut d’emploi de ceux d’au moins 15 ans d’âge était pour 561 personnes (58,1 %) employées à plein temps, pour 174 (18,0 %) était employées à temps partiel et 24 personnes (2,5 %) étaient sans emploi

## Toponymie
Linton fut dénommée pour James Linton, un des premiers colons de ce secteur et qui fut deux fois le maire de Palmerston North.

## Histoire
L’Écossais James Linton fut l’un des premiers colons européens à s’installer dans Palmerston. Lui et sa femme Sarah, arrivèrent en chariot à cheval venant de la région de Wairarapa au début de l’année 1871. 
Linton fut maire pour la ville de Palmerston North de 1879 à 1882 et de 1884 à 1885 ; c'était le directeur et un ardent promoteur de la ligne de chemin de fer de la compagnie de chemin de fer de Wellington and Manawatu (en).
Aujourd’hui, Linton est plus connue pour son camp militaire que pour sa gare.
Mais le site fut initialement planifié en tant que centre-ville de Linton à 7 km de là.
Seules l’école et quelques maisons donnent maintenant une idée d’où la Wellington and Manawatu Railway Company avait décidé de ce que serait le prochain arrêt sur la ligne allant de Wellington à Longburn. 
Avec quelques autres dirigeants de cette compagnie privée, James Linton avait l’honneur d’avoir une gare et son village sur la ligne à son nom. 
La ligne ouvrit en 1886, et fut une aventure couronnée de succès mais la ville de Linton elle-même ne se développa pas vraiment.
Le site du camp militaire de Linton Military Camp fut acheté par le gouvernement de la Nouvelle-Zélande en octobre 1941. 
Des tentes pour les deux Field Regiment formèrent les premières installations de ce site, apparues en février 1942, mais dans les six mois qui suivirent les premiers abris en préfabriqués furent construits.
Le premier bloc de maisons pour les officiers fut construit en 1955. 
C’est en 1985 que le Linton Military Camp devint le plus grand camp permanent de Nouvelle-Zélande, quand les forces permanentes, qui étaient alors stationnées à Singapour furent rapatriées et installées à Linton. 
Cette croissance fut encore plus grande depuis, du fait du transfert des unités venant d’Auckland et de Waiouru. Le site acheté pour constituer le Linton Military Camp comprenait une surface allant jusqu’au fleuve  Manawatu, qui avait été un village maori majeur du secteur de Rangitane connu sous le nom de Te Kairanga (l’endroit où beaucoup de nourriture est rassemblée) mais vers 1940, le nom n’était pas d’usage courant pour le district sur l’autre côté de la rivière. 
Au contraire le camp prit simplement le nom de Linton .

## Gouvernance locale et centrale
- Linton est une partie du ward d'Ashhurst-Fitzherbert au sein du conseil de la cité de Palmerston North.

Il partage cela avec les autres banlieues de Aokautere et Turitea.
- Avant 1996, Linton était une partie du secteur électoral de secteur électoral de Manawatu (en).

Toutefois, du fait de la réforme du système électoral à partir des FPP vers le MMP, les limites du secteur électoral de Palmerston North furent redessinées pour inclure Linton. 
En 2007, les limites furent à nouveau redessinées et Linton fut incluse dans la structure électorale de Rangitikei.
- À la suite des élections de élections générales de 2011 (en), secteur électoral de Rangitikei (en) est représentée par le député du parti New Zealand National MP Ian McKelvie (en).

## Éducation
Linton est le siège de :
- L’école du Camp de Linton, une école primaire accueillant les enfants de l’année 0 à 8 avec effectif d’environ 190 élèves.
- L’école du pays de Linton, une école primaire accueillant les enfants de l’année 0 à 6.

L’école fut fondée en 1889, ce qui en fait l’école la plus ancienne du secteur.
- La bibliothèque de la communauté de Linton ouverte aux personnels des Forces de la défense mais aussi aux civils de la communauté locale et des écoles.